# Gagnac-sur-Cère

Gagnac-sur-Cère este o comună în departamentul Lot din sudul Franței. În 2009 avea o populație de 733 de locuitori.

## Evoluția populației
| An        | 1975 | 1982 | 1990 | 1999 | 2006 | 2009 |
| --------- | ---- | ---- | ---- | ---- | ---- | ---- |
| Populație | 643  | 664  | 611  | 663  | 711  | 733  |